# Christiaan Navis
Christiaan ("Chris") Navis (Voorschoten, 5 januari 1916 - Den Haag, 2 april 1986) was een Nederlandse verzetsstrijder. Na de oorlog was hij actief in het KNIL in het voormalige Nederlands-Indië.

## Biografie

### Privéleven
Navis was getrouwd met Nel Weyhenke (1919-2005).

### Militaire opleiding
In 1938 was Navis eerstejaars-cadet van het KNIL-artillerie. In het najaar van 1939 werd hij bevorderd van cadet-sergeant tot cadet-vaandrig. Navis had zijn opleiding afgerond en was toen de oorlog begon vermoedelijk reeds opgeklommen tot de rank van luitenant.

### Verzet in de Tweede Wereldoorlog
Tijdens de Tweede Wereldoorlog vervulde Navis een vooraanstaande rol in de verzetsgroep Ordedienst (OD). Het begon vermoedelijk in 1940 toen hij door Joan Schimmelpenninck benaderd werd. Schimmelpennick had adjudanten en koeriers nodig voor de verwezenlijking van zijn visie van een ‘voorlopig bewind’ dat, gesteund door een militaire organisatie (de OD), Nederland door de periode van machtsvacuüm zou kunnen loodsen nadat de Duitsers verslagen zouden zijn. Hiertoe moest deze organisatie zijn instructies snel kunnen verspreiden, en daartoe moest het onder meer de beschikking hebben over een organisatie van zenders en ontvangers. Naast Navis traden andere jeugdige militairen zoals luitenant J.F.H. de Jonge Mellij, de kornet van de huzaren F. N. Dudok van Heel, A.W.M. Abbenbroek, Willem Pasdeloup en G.A. Dogger toe tot de OD.
Navis betrok samen met de huzaar F.N. Dudok van Heel (1918-1943) begin 1942 een leidende rol binnen de OD als landelijke verbindingsofficier. Dit was gedurende een periode waarin honderden collega's gearresteerd werden als gevolg van Duitse vervolging, onvoorzichtigheid, informatie uit verhoren, pech en verraad. Waar het voortbestaan van de OD werd bedreigd en  kameraden verdwenen, leek Navis een engeltje op zijn schouder te hebben. Navis zou samen met F.J.Chr. Bührmann de nieuw aangestelde chef-staf P.J. Six veel steun bieden bij het opnieuw invullen van de vele opengevallen posten en het herstellen van verbroken contacten.
In 1943 vergaarde en deelde Navis binnen de OD de informatie dat Koorink, een OD-er, waarschijnlijk een dubbelspion was en voor de Sipo werkte. Koorink is sindsdien een dik halfjaar in de gaten gehouden voordat hij door een Utrechtse knokploeg geliquideerd werd.
Dat jaar zou ook Navis' boezemvriend Willem Pasdeloup door de OD geliquideerd worden, toen hij door chantage en onder tragische omstandigheden aanhoudend OD- en andere verzetsmensen aan het verraden was. Pasdeloups half-Joodse verloofde werd door Navis op de hoogte gehouden van de ontwikkelingen, behalve van de liquidatie zelf. Zij overleed overigens na de oorlog eveneens op tragische wijze door in de propeller te lopen van het vliegtuig dat haar naar huis moest brengen.
Voor zijn verzetswerk zou Navis na de oorlog meerdere onderscheidingen ontvangen.

### Nederlands-Indië
Navis was na de Tweede Wereldoorlog actief als luitenant in de Artillerie van het KNIL in het voormalige Nederlands-Indië.

### Stay Behind (S.B.)
In Nederland ontstonden kort na de Tweede Wereldoorlog "Operaties" (O) en "Inlichtingen" (I), twee Stay-Behind organisaties (S.B.) die in het geheim voorbereidingen troffen voor verzet en inlichtingen bij een volgende bezetting. Zij waren beide voortgekomen uit tijdens de oorlog door de Nederlandse Regering in Engeland opgerichte organisaties. Na jaren van problematische samenwerking onder de noemer van "O&I" werden deze organisaties in 1992 opgeheven.
Na het overlijden van Navis en zijn vrouw is in zijn huisraad een verzameling brieven gevonden waaruit opgemaakt kan worden dat in elk geval vanaf 1951 een geheime organisatie Navis probeerde te rekruteren. Het is aannemelijk dat Navis voor Operaties gerekruteerd was, aangezien hij er in 1951 een geheimhoudingsverklaring voor heeft getekend. In die context is Navis vermoedelijk gerekruteerd voor de afdeling Voorlichting (psychologische oorlogsvoering) als agent van een netwerk met zijn woonplaats Den Haag. Navis zou er in 1953 mee stoppen, vanwege de door hem ervaren moeilijkheden in de communicatie.
Ruim anderhalf jaar later, eind 1954, richtte Navis met Van Ekris (1911-1960) en Larive (1917-1989) het Assurantiebedrijf Eklana op. (De bedrijfsnaam was afgeleid van de eerste letters van hun achternamen.) Het bedrijf had normale medewerkers in dienst, maar daarnaast zou het ook een dekmantel zijn geweest voor 15 medewerkers van de Buitenlandse Inlichtingendienst (BID) die een netwerk van agenten bestierden. Larive was chef Militaire Inlichtingen Buitenland van Sectie Algemene Zaken (SAZ), en tevens verbindingsofficier en functionerend hoofd van de militaire afdeling van de BID. SAZ als BID waren gevestigd in hetzelfde gebouw in Wassenaar en hadden een nauwe band. Hierbij deed de BID in vredestijd in het buitenland gedeeltelijk wat SAZ in oorlogstijd in eigen land zou moeten doen. Of dat Navis toen slechts als verzekeringsagent actief was of (ook) BID-er was is niet bekend, noch of dat hij zijn functie bij de O&I in 1953 voor de BID heeft verruild.

## Onderscheidingen
- In 1946 ontving Navis - toen 2de Luitenant in de Artillerie van het KNIL - het Bronzen Kruis, voor zijn werkzaamheden in de Tweede Wereldoorlog: sinds 1940 was hij als koerier verbonden aan de Orde Dienst en na 1942 heeft hij geheel zelfstandig de verbindingen door het hele land onderhouden. Hierbij heeft hij grote risico's genomen, eerst door transport van wapens en munitie en later van gevaarlijke documenten, waaronder instructies en spionagegegevens. In september 1944 voerde hij ondanks zijn ondervoede staat een opdracht uit waarbij hij zich naar het bevrijde zuidelijke deel van Nederland moest begeven om contacten aldaar te leggen.[14]
- In 1953 ontving Navis de Amerikaanse Medal of Freedom met zilveren palm voor zijn "voortreffelijk optreden in de vrijheidsstrijd tegen de Duitse bezetter."[15][16]
- Voor zijn werk in het verzet is Navis in 1953 tevens door prins Bernard tot Ridder van de  Militaire Willemsorde 4e klasse (MWO4) benoemd.[2][17] Volgens het Koninklijk Besluit had hij zich "in de strijd tegen de Duitse bezetter onderscheiden door uitstekende daden van moed, beleid en trouw, o.a. door van augustus 1941 tot september 1944 geheel zelfstandig over nagenoeg het hele land met bijzonder grote risico's als gevolg van veelvuldige vijandige infiltratie en doordat hij door de Gestapo werd gezocht, de voor de opbouw van het binnenlands militair verzet onmisbare contacten te leggen en te activeren."[18][19][2][16]
- Ereteken voor Orde en Vrede, "met twee gespen"[20]
- Oorlogsherinneringskruis (OHK) voor zijn diensten in het KNIL.[20]

## Naamgenoten
Er waren meerdere naamgenoten en vermoedelijk familieleden die ook actief waren in het verzet of als militair:
- Thomas Haulog Navis.
- A.G.W. Navis, Luitenant Kolonel Infanterie KNIL.